# جورجو زامپوری
جورجو زامپوری (به ایتالیایی: Giorgio Zampori) ورزشکار مرد رشتهٔ ژیمناستیک اهل کشور ایتالیا است. وی در بین سال‌های ‎۱۹۱۲ تا ۱۹۲۴ میلادی در مسابقات بازی‌های المپیک تابستانی در مجموع ۵ مدال، شامل ۴ مدال طلا و ۱ برنز را کسب کرد.